# Gănești (Mureș)
Gănești [ˈgəneʃtʲ] (veraltet Galfalău oder Ganfalău; deutsch Gallendorf, ungarisch Vámosgálfalva) ist eine Gemeinde im Kreis Mureș in der Region Siebenbürgen in Rumänien.
Der Ort Gănești ist auch unter den deutschen Bezeichnungen Hahnendorf und Hannendorf und den ungarischen Küküllőgálfalva und Gálfalva bekannt.

## Geographische Lage

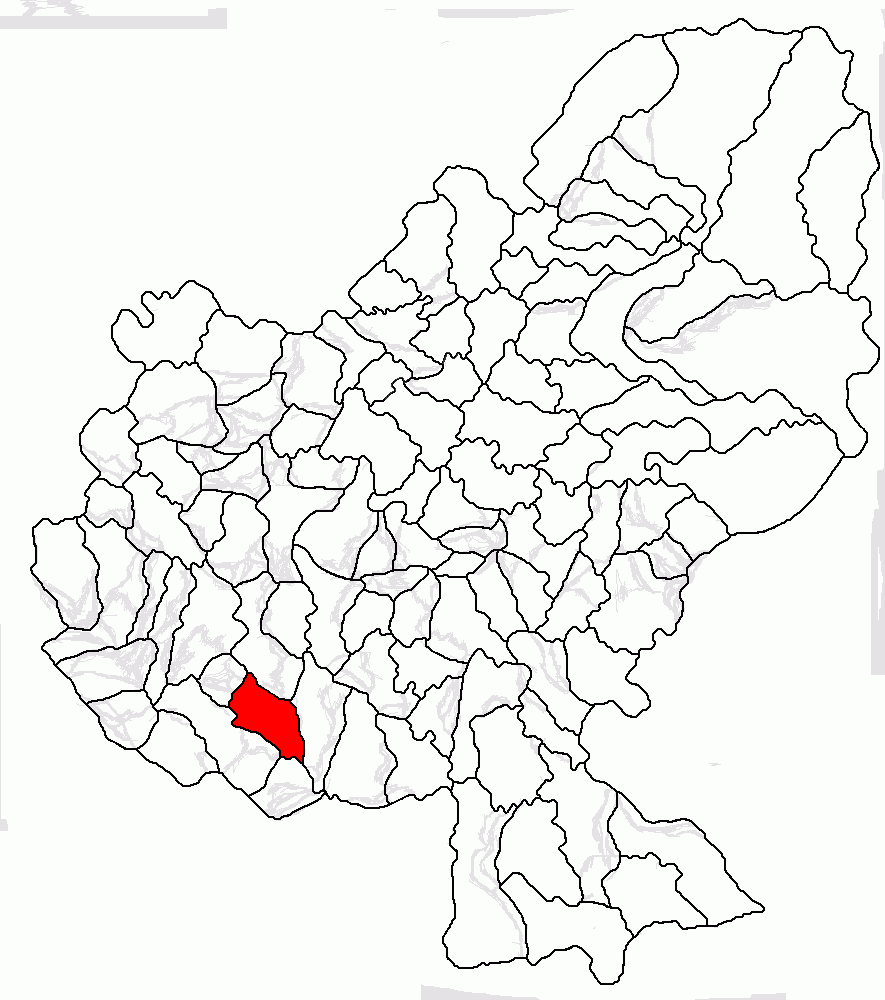
Lage der Gemeinde Gănești im Kreis Mureș

Die Gemeinde Gănești liegt im Kokeltal (Podișul Târnavelor) im südlichen Teil des Kreises Mureș. Am Oberlauf der Târnava Mică (Kleine Kokel), der Kreisstraße (Drum județean) DJ 142 und der Bahnstrecke Blaj–Târnăveni–Praid befindet sich der Ort Gănești fünf Kilometer östlich von der Stadt Târnăveni (Sankt Martin) und 33 Kilometer südwestlich von der Kreishauptstadt Târgu Mureș (Neumarkt am Mieresch) entfernt.

## Geschichte
Der Ort Gănești wurde erstmals, nach unterschiedlichen Angaben, 1302 oder 1314 urkundlich erwähnt. Auf dem Areal des Dorfes Gănești wurden archäologische Objekte aus der Jungsteinzeit gefunden. Im Mittelalter waren im Ort mehrere kleine ungarische Adelshöfe. 1638 wird hier in Gallendorf das erste Presbyterium in Siebenbürgen gegründet.
Im Königreich Ungarn gehörte die heutige Gemeinde dem Stuhlbezirk Dicsőszentmárton (Târnăveni) in der Gespanschaft Klein-Kokelburg, anschließend dem historischen Kreis Târnava-Mică und ab 1950 dem heutigen Kreis Mureș an.

## Bevölkerung
Die Bevölkerung der Gemeinde entwickelte sich wie folgt:
| 1850 | 2.527 | 1.109 | 1.349 | -  | 69             |
| 1930 | 3.876 | 1.180 | 2.542 | 11 | 143            |
| 1966 | 4.575 | 1.387 | 3.026 | 31 | 131            |
| 2002 | 3.836 | 974   | 2.565 | 4  | 293            |
| 2011 | 3.573 | 858   | 2.290 | 2  | 423 (Roma 344) |
| 2021 | 3.131 | 745   | 1.857 | 4  | 525            |

Seit 1850 wurde auf dem Gebiet der heutigen Gemeinde die höchste Einwohnerzahl der Rumänen 1966 und die der Rumäniendeutschen registriert. Die höchste Einwohnerzahl der Magyaren (3052) 1977 und die der Roma (367) 2021 ermittelt.

## Sehenswürdigkeiten
- In Gănești die römisch-katholische Kirche von 1806 bis 1809 errichtet, steht unter Denkmalschutz.[8]
- Im eingemeindeten Dorf Seuca (Dunkeldorf) das Anwesen des Landsitzes Rhédei-Rothenthal, Ende 18. Anfang des 19. Jahrhunderts errichtet, stehen unter Denkmalschutz. Corp B wurde im 18. Jahrhundert; Corp A 1898 errichtet.[8]
- Im eingemeindeten Dorf Sub Pădure (Unterwald) die Holzkirche Sf. Arhanghel mit dem Glockenturm im 17. und die Apsis im 18. Jahrhundert errichtet, stehen unter Denkmalschutz.[8] Das Bauwerk ist dem Verfall preisgegeben.
- In den vier Dörfern der Gemeinde sind vier orthodoxe Kirchen, drei reformierte Kirchen, zwei römisch-katholische Kirchen, eine unitarische Kirche und ein Sakralbau der Pfingstbewegung.[4]

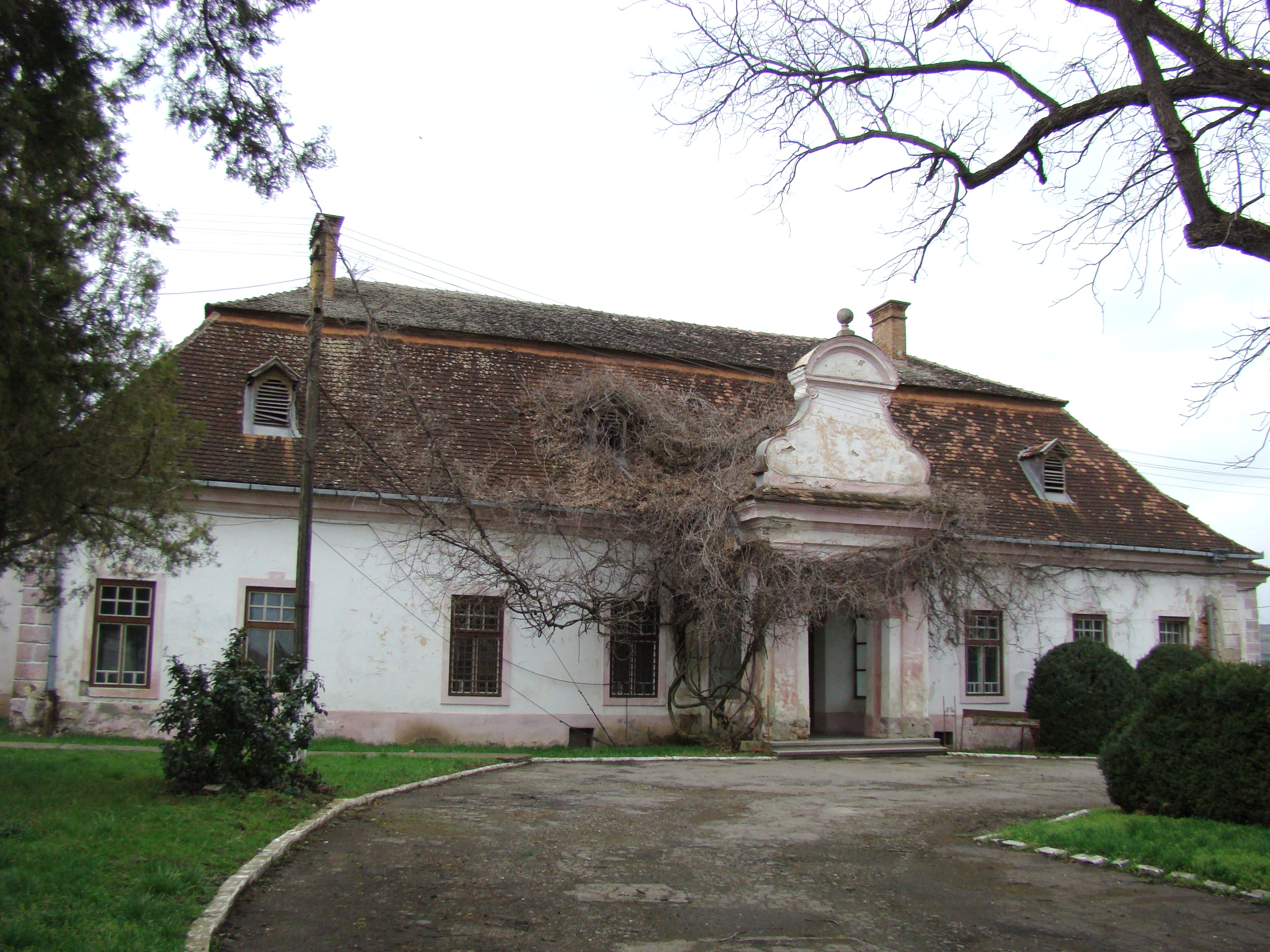
Landsitzes Rhédei-Rothenthal, Corp A
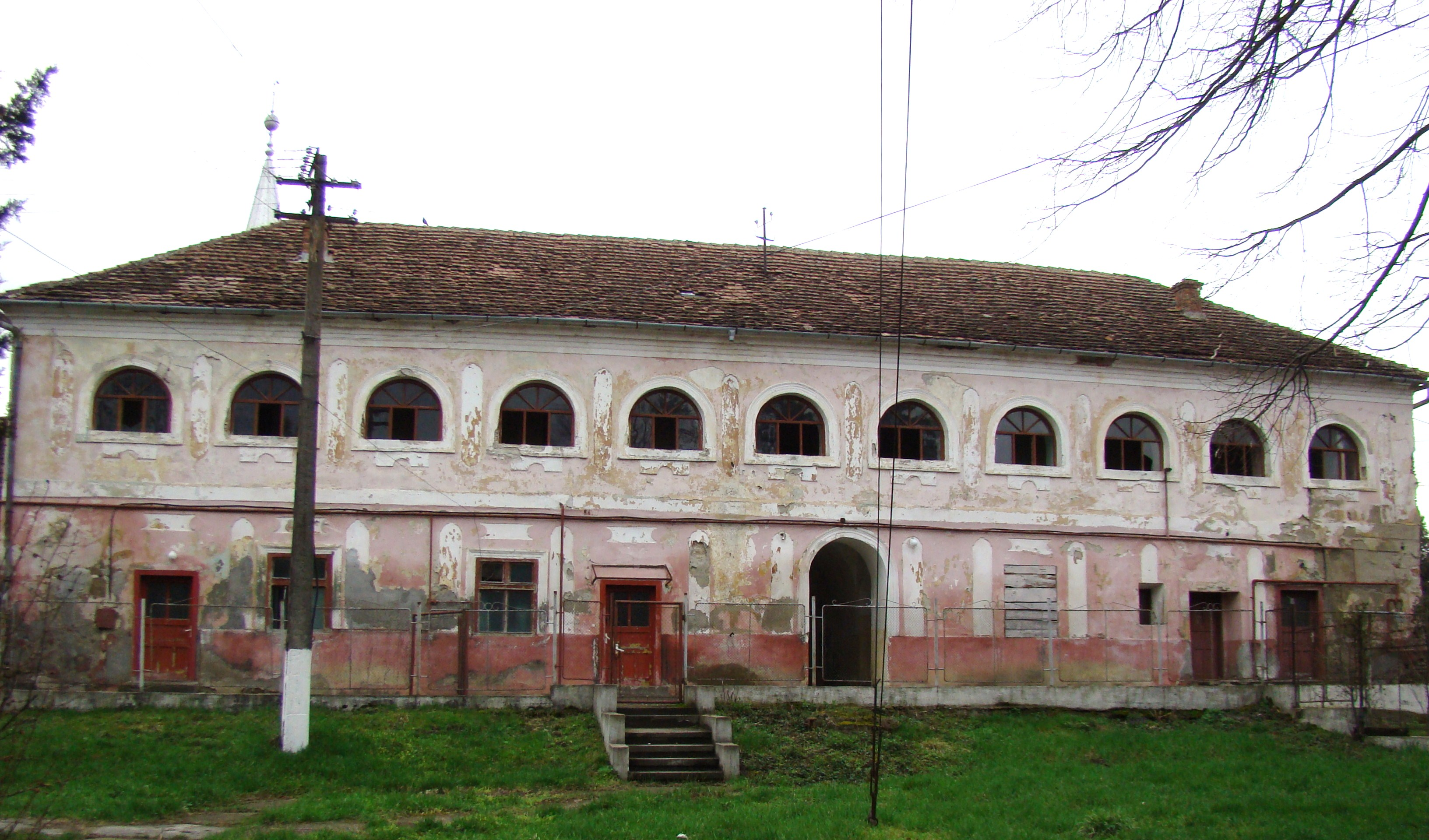
Landsitzes Rhédei-Rothenthal, Corp B
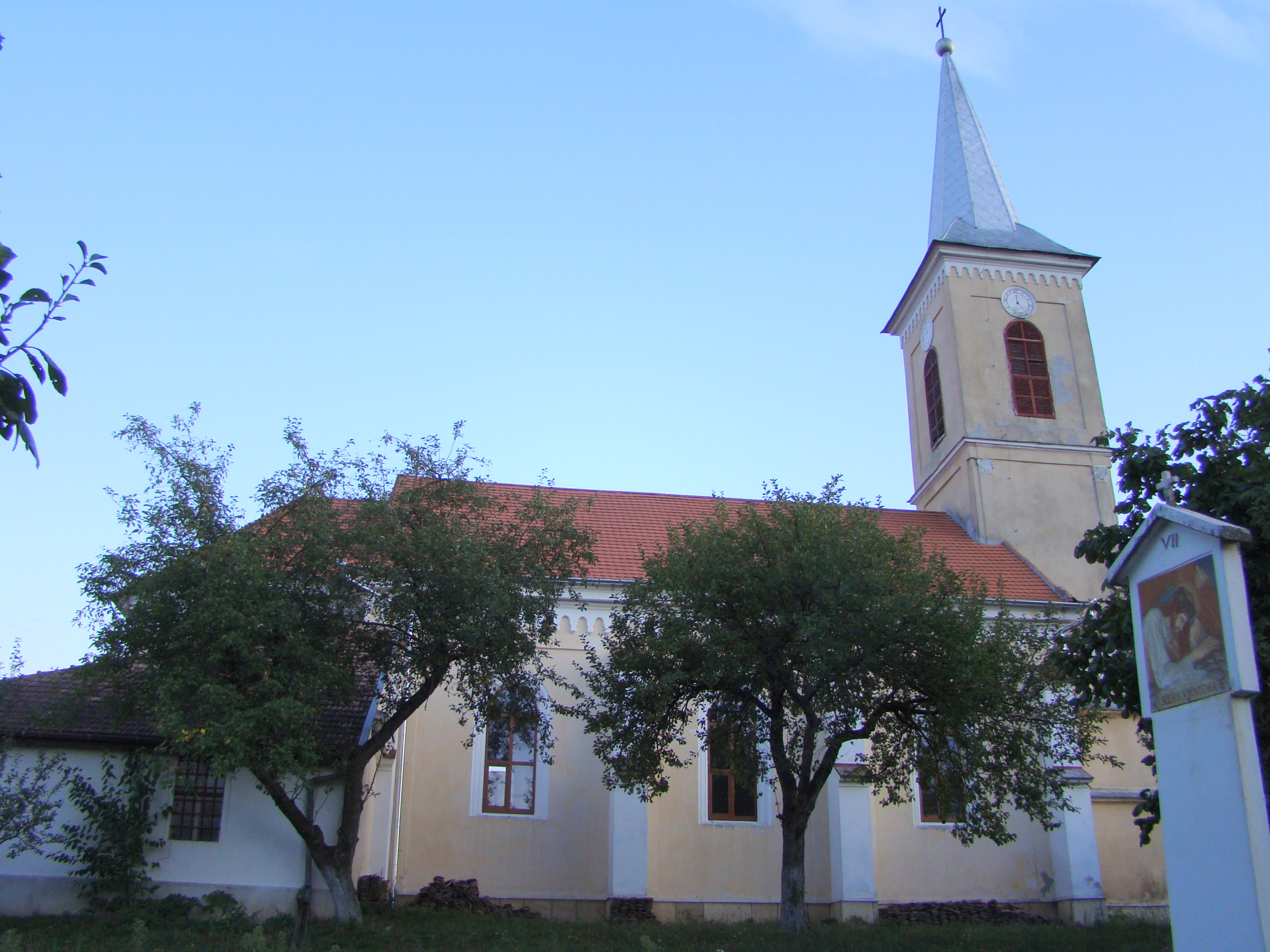
Katholische Kirche in Seuca
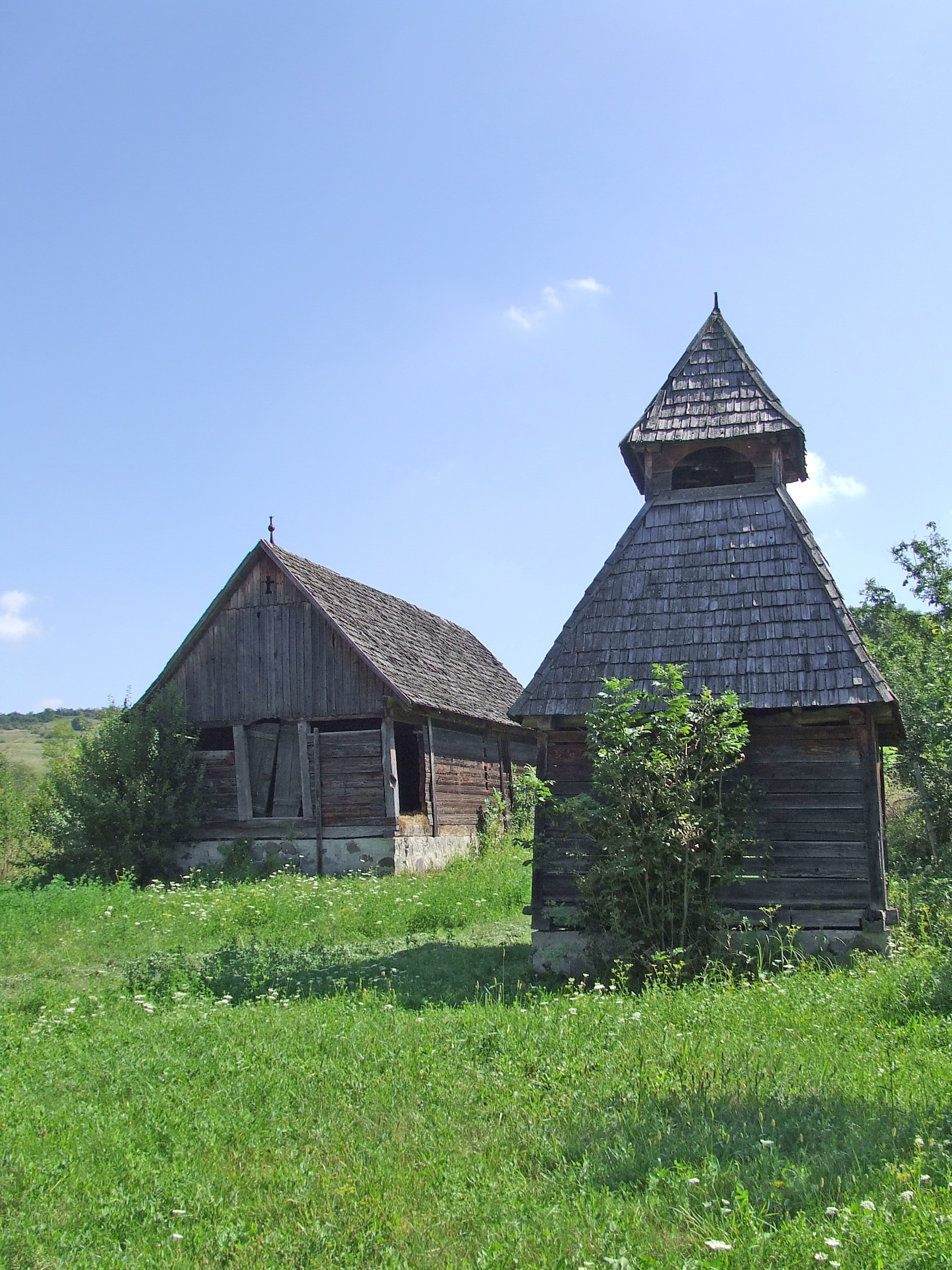
Holzkirche in Sub Pădure

## Städtepartnerschaften
Die Dörfer der Gemeine Gănești pflegen Städtepartnerschaften mit dem Ortsteil Csepel von Budapest und den ungarischen Gemeinden Nagyhegyes, Tiszalúc, Vámosatya und Magyarcsanád.